# Valmir Sallaj
Valmir Sallaj (Gjakova, Kosovo; 11 de marzo de 1993) es un futbolista kosovo albanés nacionalizado suizo. Juega como arquero y actualmente se encuentra en SR Delémont de la Promotion League.

## Biografía
Su hermano mayor Agonit Sallaj, también es futbolista, juega en Neuchâtel Xamax FC.

## Clubes
| Club               | País  | Año           |
| ------------------ | ----- | ------------- |
| FC Baulmes         | Suiza | 2011-2012     |
| Neuchâtel Xamax FC | Suiza | 2012-2017     |
| SR Delémont        | Suiza | 2022-presente |